# Jean-Marc Roubaud
Pour les articles homonymes, voir Roubaud.
Jean-Marc Roubaud, né le 18 juin 1951 à Alger (Algérie), est un homme politique français.
Il est maire de Villeneuve-lès-Avignon de 1995 à 2020 et député du département du Gard de 2002 à 2012.

## Biographie
Après une tentative aux élections législatives de 1997, il est élu député le 16 juin 2002, pour la XIIe législature (2002-2007), en même temps qu'Yvan Lachaud, Étienne Mourrut et Max Roustan, et réélu pour la XIIIe législature (2007-2012), dans la troisième circonscription du Gard. Il fait partie du groupe UMP. Son suppléant est René Cret, ancien maire de Bagnols-sur-Cèze.
En février 2006, à la suite de l'affaire des caricatures de Mahomet, il soumet à l'Assemblée nationale une proposition de loi visant à interdire les propos et les actes injurieux contre toutes les religions. Cela aurait rendu répréhensible la caricature de toute religion ou symbole religieux. En définitive, cette proposition de loi aurait rétabli le délit de blasphème, aboli par la Révolution française,.
Candidat aux élections législatives de 2007 face notamment à Alexandre Pissas (PS) et Pierre Jourlin, enseignant-chercheur (LCR), il est réélu député au second tour face à Alexandre Pissas.
En février 2010, il écrit au président Nicolas Sarkozy pour que le surgénérateur ASTRID soit construit dans le Gard sur le site nucléaire de Marcoule en 2020.
Il était membre du groupe d'études sur la question du Tibet de Assemblée nationale et du groupe d'études sur la tauromachie.
Candidat à sa réélection en tant que député UMP, pour la XIVe législature dans la 3e circonscription du Gard, il perd le 17 juin 2012, au second tour dans une triangulaire avec 38,03 % face à Patrice Prat du PS, élu avec 41,44 % des voix.
Jean-Marc Roubaud est élu président de la communauté d'agglomération du Grand Avignon le 9 avril 2014 face à Cécile Helle (PS), maire d'Avignon.
Le 17 avril 2019, il annonce sa démission de la présidence de la Communauté d'agglomération du Grand Avignon et son renoncement à Avignon pour les municipales de 2020. Patrick Vacaris (ancien maire de Rochefort-du-Gard) devient donc (par intérim) président de la Communauté d'agglomération du Grand Avignon. Jean-Marc Roubaud reste cependant maire de Villeneuve-lès-Avignon, jusqu'au 27 mai 2020.

### Prises de position
Au niveau régional, il était un membre virulent des opposants à Georges Frêche.
Il était également secrétaire national thématique de l'UMP chargé des Affaires multilatérales et globales, membre du Bureau politique de l'UMP et vice-président de la fédération du Gard.
Il a soutenu Jean-François Copé pour l'élection du président de l'UMP en novembre 2012

### Affaires judiciaires
Le 17 octobre 2022, il est convoqué devant le tribunal correctionnel d'Avignon pour être jugé pour des soupçons de favoritisme. Il est relaxé le 16 mars 2023.